# Сиуас (провинция)
Сиуас (исп. Provincia de Sihuas, кечуа Siwas pruwinsya) — одна из 20 провинций перуанского региона Анкаш. Площадь составляет 1 455,97 км². Население по данным на 2007 год — 30 700 человек. Плотность населения — 21,09 чел/км². Столица — одноимённый город.

## География
Расположена в северо-восточной части региона. Граничит с провинциями: Пальяска (на севере), Коронго (на западе), Уайлас (на юго-западе), Помабамба (на юге), а также с регионом Ла-Либертад (на востоке).

## Административное деление
В административном отношении делится на 10 районов:
- Сиуас
- Акобамба
- Альфонсо-Угарте
- Кашапампа
- Чингальпо
- Уайльябамба
- Кичес
- Рагаш
- Сан-Хуан
- Сиксибамба